# 스트립쇼

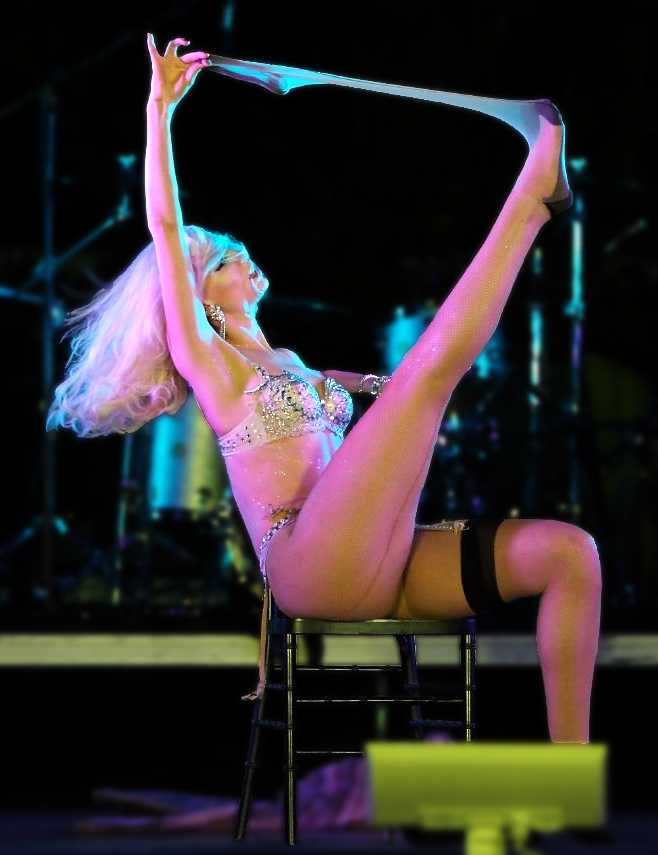
스트립쇼

스트립쇼(Striptease)는 옷을 벗으며 선정적으로 추는 춤을 말한다.

## 같이 보기
- 폴댄스